# 何世昌
何世昌（1907年—1931年2月），原名何耀祖，中国湖北郧县人，龙州起义领导者，中国共产党革命烈士。

## 简历
1925年在武昌中华大学入党。
1926年以特派员身份，参加湖北农民运动。
1927年参加南昌起义。
1928年被捕入狱。
1929年12月任中共广西前委委员、左江军委书记。
1930年2月1日代表广西前委和俞作豫等人一起领导了龙州起义，宣布成立红八军，建立左江苏维埃政府。任红八军军委书记兼政治部主任。10月率残部进入十万大山打游击，12月被俘。
1931年2月被国民政府处决。